# Al-'Aziz Uthman
al-Malik al-ʿAzīz ʿUthmān ibn Ṣalāḥ al-Dīn Yūsuf (in arabo ﺍﻟﻤﻠﻚ العزيز عثمان‎?; 1171 – 29 novembre 1198) è stato il secondogenito di Saladino e il secondo sultano ayyubide d'Egitto.
Prima di morire, Saladino divise i suoi possedimenti tra i parenti: al-Malik al-Afdal ricevette la Palestina e la Siria, al-Malik al-ʿAzīz  ebbe l'Egitto, al-Zahir Ghazi ottenne Aleppo, a al-Malik al-ʿĀdil andarono i castelli di Karak e di Shawbak, e Turan Shah ereditò lo Yemen. 
Comunque il conflitto non tardò ad arrivare, e al-Malik al-ʿĀdil diventò il padrone indiscusso di Siria, Mesopotamia settentrionale, Egitto e Arabia.
Al-Malik al-ʿAzīz ʿUthmān succedette al padre e governò tra il 1193 e il 1198
Durante il suo regno, tentò di demolire le Grandi Piramidi di Giza, ma dovette arrendersi perché l'opera era troppo complessa. Però riuscì a danneggiare la Piramide di Micerino.
Al-Malik al-ʿAzīz ʿUthmān svolse anche un ruolo importante nella storia delle imprese di costruzione e dell'edilizia a Bāniyās e Subaybah.